# Chunar
Chunar (hindi चुनार) – miasto w północnych Indiach w stanie Uttar Pradesh, na Nizinie Hindustańskiej.
Populacja miasta w 2001 roku wynosiła 33 919 mieszkańców.